# Pimoa deqen
Pimoa deqen (лат.) — вид пимовых пауков рода Pimoa (Pimoidae). Название P. deqen дано по месту нахождения (Deqen County).

## Распространене
Азия: Китай, уезд Чучен, провинция Yunnan (Diqing Tibetan Autonomous Prefecture, Shangrila to Deqen County, Tongduishui, 28.30°N, 99.15°E, на высоте 3309 м).

## Описание
Мелкие пауки, длина тела около 5 мм. Эпигинум субтреугольный; брюшная пластинка широкая, длина почти равна ширине; спинные пластинки язычковидные, длина примерно равна ширине; копулятивные отверстия отчётливые; сперматеки овальные, неразделенные; протоки оплодотворения желтоватые, ориентированы медиально. Карапакс самок желтоватый с чёрными боковыми краями; грудная ямка и радиальные борозды отчетливые; стернум буроватый; брюшко чёрное с желтоватыми поперечными шевронами; ноги буроватые, без петель. Сходен с видами P. lihengae и P. wanglangensis. Вид был впервые описан в 2021 году китайским арахнологами Xiaoqing Zhang и Shuqiang Li (Institute of Zoology, Chinese Academy of Sciences, Пекин, Китай) по материалам из Китая.